# Pál Rózsa
Pál Rózsa (Szombathely, 14 maart 1946) is een eigentijds Hongaars componist en violist.

## Levensloop
Rózsa vertrok op 3-jarige leeftijd met zijn ouders naar Kaposvár, waar hij opgroeide en op school ging. Vanaf zijn 6e levensjaar kreeg hij viool-lessen. Hij was op school zeer geïnteresseerd in natuurkunde en chemie. Daarom studeerde hij ook natuurkunde in Moskou en behaalde zijn diploma als chemie-ingenieur in 1970. Aansluitend werkte hij in de chemische industrie en later bij "Országos Tervhivatal". In deze tijd kreeg hij 5 1/2 jaar privé-studies in compositie bij Sándor Szokolay en Zsolt Durkó. En zo werd hij vanaf 1986 freelance-componist.
Zijn eerste muzikale succes vierde hij in 1982. Intussen heeft hij een grote lijst van werken in vele genres zoals opera's, werken voor orkest, voor harmonieorkest, kerkmuziek, vocale muziek en kamermuziek. Zijn composities werden uitgevoerd in Hongarije, Duitsland, Italië, Zweden, Frankrijk, Polen, Bulgarije, Canada, Verenigde Staten en in Hongkong.

## Composities

### Werken voor orkest

#### Symfonieën
- 1983 Symfonie nr. 3, voor orkest, op. 33
- 1985 Symfonie nr. 5, voor orkest, op. 76
- 1985 Symfonie nr. 6, voor orkest, op. 77
- 1985 Symfonie nr. 7, voor bariton, gemengd koor en orkest, op. 83 - tekst: Fernando Pessoa
- 1986 Symfonie nr. 8, voor orkest, op. 102
- 1989 Sinfonia breve, voor orkest, op. 148

#### Concerten voor instrumenten en orkest
- 1984 Double Concerto, voor slagwerk en klavecimbel solo en strijkorkest, op. 67
- 1985 Concerto, voor trombone solo en orkest, op. 84
- 1988 Musica per 13, concert voor klarinet solo, strijkers en piano, op. 135
- 1989 2 Pezzi, concert voor trombone solo en kamerorkest, op. 153/a
- 1991 Introduzione, Tema con Variazioni e Finale, voor hoorn solo, strijkorkest en slagwerk, op. 179
- 1991 Divertimento per 66, voor altsaxofoon, tenorsaxofoon solo en orkest, op. 185
- 1995 Double Concertino, voor fagot, pauken solo en strijkorkest, op. 262
- 1996 2 Pezzi, voor klarinet solo en strijkorkest, op. 287
- 1997 Concertino nr. 4, voor piano en orkest, op. 311
- 1999 Concertino da Camera nr. 3, voor twee violen en orkest, op. 347

#### Andere werken voor orkest
- 1982 Triestiana, voor orkest, op. 25
- 1985 Concerto, voor orkest, Op. 94
- 1990 Variations on a Spanish Children Song, voor orkest, op. 166
  1. Theme
  2. Var. 1-6
  3. Intermezzo
  4. Finale
- 1991 Souvenir from Arhus, voor orkest, op. 176
- 1991 Piccola musica festiva per introduzione, voor strijkorkest, op. 184
- 1993 Concerto for Orchestra, op. 216
- 1993 Musica Festiva, voor strijkorkest, op. 224
- 1994 Sinfonietta, voor kamerorkest, op. 251
- 1997 Concertino - in memoriam Zoltán Kodály, voor orkest, op. 299
- 1997 Il Vino d´Abruzzo, voor orkest, op. 305
- 1999 Két darab vonós kamarazenekarra (Twee stukken voor strijkorkest), voor strijkorkest, op. 354
- 1999 Music der Klever Gärten, voor orkest, op. 355
- 1999 Concerto per 33 No. 5 (Debreceni Concerto), voor orkest, Op. 337
- 2000 2 tánc gordonkaegyüttesre, voor twaalf cello's, op. 366
- 2000 Music for 60, voor orkest, op. 367
- 2001 4 Szimfonikus kép Szántó Piroska festményei nyomán (4 symfonische taferelen over Piroska Szántó schilderijen), voor orkest, op. 381
  1. Fekete domb
  2. Tánc
  3. Rózsaszínű hold
  4. Apokalipszis
- 2001 Concerto per 52, voor orkest, op. 387
- 2002 Viva Ludwig van - variazioni con Tema, voor orkest, op. 405
- 2003 ...per 55, voor orkest, op. 409
  1. Introduzione
  2. Notturno
  3. Scherzo
  4. Tema con variazioni e Finale
- 2003 Gondolatok a „Sorstalanság” c. regény olvasása közben, voor groot orkest, op. 412
  1. A sárga csillag
  2. Intermezzino: A vonaton
  3. Jelenetek a náci koncentrációs táborokból
  4. Hazatérés

### Werken voor harmonieorkest en blazers-ensemble
- 1983 Kísérőzene Th. Wilder "A házasságszerző" című színművéhez (Incidentele muziek tot Th. Wilder´s schouwspel "The Matchmaker"), voor harmonieorkest, op. 44
- 1984 Concerto per violino, voor viool en harmonieorkest, op. 63
- 1986 Színházi zene-szvit (Theater muziek suite), voor harmonieorkest, Op. 44/B
- 1986 Pro Brass Music, voor piccolo-trompet, 3 trompetten, 3 hoorns, 4 trombones, 2 tuba's en 2 slagwerkers, op. 99
- 1987 Változatok egy magyar népdal soraira (Variaties over een Hongaars lied), voor harmonieorkest, op. 111
- 1987 Fanfare - in memoriam Gian Francesco Malipiero, voor harmonieorkest, op. 113
- 1988 Tema con variazioni ed intermezzi, voor harmonieorkest, op. 138 (won de 1e prijs bij de internationale compositie-wedstrijd voor blaasorkesten in 1988 te Perugia)
- 1989 Concerto Grosso, voor saxofoonkwintet en harmonieorkest, op. 145
- 1989 "La folia" variations for brass, voor koper-ensemble (3 hoorns, 5 trompetten, 4 trombones, 2 tuba's) en slagwerk, op. 149
- 1989 Tema con variazioni, voor trombone en harmonieorkest, op. 153/a
- 1989 Musica concertante, voor piano solo, blazers, slagwerk en harp, op. 154
- 1991 Concerto, voor piano en harmonieorkest, op. 183
- 1991 Valsette, voor trombone solo en klein harmonieorkest, op. 187/b
- 1992 Félegyháza Fanfare, voor harmonieorkest, op. 194
- 1994 Choral Variations, voor trompet solo en harmonieorkest, op. 174b
- 1994 Fanfár-induló (Fanfare mars), voor harmonieorkest, op. 227
- 1995 Fanfare-Ouverture, voor 16 trombones, 8 tuba's en 2 slagwerkers, op. 276
- 1995 Wind Symphony, voor harmonieorkest, op. 252
- 1996 Emlékzene - in memoriam László Nádor, voor harmonieorkest, op. 278
- 1996 Attacca, voor harmonieorkest, op. 280
- 1996 Kattogó induló (Rattling March), voor harmonieorkest, op. 286
- 1997 48-as rapszódia (48e rapsodie), voor harmonieorkest, op. 314
- 1997 Mese-szvit (Sprookjes suite), voor 2 trompetten en hoorn solo en harmonieorkest, op. 315
- 1998 Tubagatellen, concert voor tuba en harmonieorkest, op. 320
- 1998 Music for 12, voor piano en klein harmonieorkest, op. 328
- 1998 Somogyi képek, voor harmonieorkest, op. 331
- 1999 Bevezetés és téma változatokkal egy magyar népdal nyomán, voor harmonieorkest, op. 340
- 1999 Téma változatokkal (Thema con variazioni), voor harmonieorkest, op. 341
- 2000 Alkalmi nyitány, voor harmonieorkest, op. 362
- 2001 Concerto Grosso nr. 2, klarinetkwartet en harmonieorkest, op. 382
- 2001 B(r)asso prfondo, voor 8 trombones, 2 bastrombones, 2 tuba's en slagwerk, op. 393
- 2002 Szerenád (Serenade), voor harmonieorkest, op. 410
- 2003 Kurucok emlékezete. Változatok Rákóczi korabeli dallamtöredékekre, voor harmonieorkest, op. 415

### Missen, cantates en gewijde muziek
- 1982 Concerto da requiem para Bolivar, voor sopraan, mezzosopraan, alt, tenor, bas, gemengd koor en orkest, op. 24 (won de 1e prijs bij de "Internationale Componisten Competitie" in Venezuela in 1982)
- 1983 Pervigilium veneris, voor sopraan, alt, tenor, bas, gemengd koor en groot orkest, op. 30
- 1985 Magnificat, voor 4 sopranen, 3 mezzosopranen, 3 alt, 3 tenor, 3 bariton en 4 bassen
- 1985 Legenda, voor sopraan, tenor, bariton solo, gemengd koor, 2 dwarsfluiten, 2 klarinetten, hoorn, trompet, slagwerk en 2 piano's, op. 87
- 1987 Aus tiefer not..., voor sopraan en bariton solo, gemengd koor en orkest, op. 115 - tekst: Martin Luther
- 1987 Lamentatio Jeremiae Prophetae, voor gemengd koor en strijkorkest, op. 116
- 1987 Psalm, voor sopraan solo, dwarsfluit, cello en piano, op. 119
- 1988 Requiem, voor 2 hoorns, 2 trombones, 4 slagwerkers, 6 cello's en contrabas, op. 140
- 1993 Missa "St. Florian", voor bariton solo, gemengd koor en harmonieorkest, op. 221
- 1993 Funeral Music for 11 Children, voor sopraan en bariton, 2 dwarsfluiten, 2 klarinetten, hoorn, trompet, trombone, 4 slagwerkers, 2 cello's, contrabas en orgel, op. 223 - tekst: István Lelkes
- 1994 Missa, voor gemengd koor, 2 klarinetten, 2 hoorns en orgel, op. 245
- 1994 Psalm nr. 81, voor gemengd koor, op. 249
- 1995 Psalm, voor gemengd koor en orgel, op. 259
- 1996 Jeremiada, voor tenor, bas, gemengd koor en orkest, op. 285
- 1998 F. A. - requiem, voor vrouwenkoor 2 altsaxofonen, 2 tenorsaxofonen, baritonsaxofoon, 3 hoorns, 4 trompetten, 3 trombones, 2 tuba's, pauken en slagwerk, op. 330 - tekst: András Fodor
- 2000 Somogy-kantáta, cantate voor sopraan en bariton solo, kinderkoor, gemengd koor en orkest, op. 359 - tekst: Dániel Berzsenyi, Vitéz Mihály Csokonai, András Fordor
- 2000 Váci Te Deum, voor kinderkoor, gemengd koor en orkest, op. 360
- 2000 Kaddish der Waisen – Cantata, cantate voor sopraan, tenor, kinderkoor, gemengd koor en orkest, op. 377 - tekst: András Mezei
- 2001 Temetés (Uitvaart), kamercantate voor sopraan, hoorn en orgel, op. 396 - tekst: Máté Lajos Csurgói
- 2002 Missa Brevis magyar népdalok témáira, voor gemengd koor, op. 400

### Muziektheater

#### Opera's
| Voltooid in | titel                | aktes   | première                             | libretto                                          |
| ----------- | -------------------- | ------- | ------------------------------------ | ------------------------------------------------- |
| 1992        | A Hang               | 1 scène | 1993, Szeged                         | van de componist naar Ervin Lázár                 |
| 1996        | Ludas Matyi, op. 270 |         | 1996, Pomáz, Stedelijke Muziekschool | László Kaiser naar een novelle van Mihály Fazekas |
| 1999        | Übü király, op. 344  |         |                                      | Alfred Jerry                                      |
| 2000        | A kopogás, op. 376   | 6 aktes |                                      | Béla Fehér en de componist                        |

#### Toneelmuziek
- 1984 rev.1990 Il processo op. 50 - voor het toneelstuk van László Kaiser en Béla Novák naar Franz Kafka's  "Het Proces"
- 1986 Laodameia op. 100 - voor het toneelstuk van Mihály Babits
- 1987 Golem op. 121 - voor het toneelstuk van Gyula Hernádi en György Kopányi
- 1988 Terzett op. 131 - voor het toneelstuk van György Kopányi
- 1991 La Pazzia Senile op. 180 - voor het toneelstuk van Adriano Banchieri

### Werken voor koren
- 1984 Ének a hazámról (Lied van mijn vaderland), voor gemengd koor en piano, op.62 - tekst: Ferenc Juhász
- 1991 Tavaszi ujjongás (Lente vreugde), voor gemengd koor, op. 178 - tekst: Jenő Dsida
- 1992 Virágsirató - (Lamentato voor bloemen), voor gemengd koor, op. 201 - tekst: Béla Novák
- 1995 Hess, bánat!, voor gemengd koor en 4 slagwerkers, op. 258
- 1998 7 kis gyermekkar Takáts Gyula verseire (7 kinderkoren op verse van Gyula Takáts), voor kinderkoor, op. 338
- 1998 A szépek (Schoonheden), voor gemengd koor, op. 324 - tekst: Mária Anga
- 2003 Két gyermekkar Gyurkovics Tibor verseire, voor kinderkoor en 3 dwarsfluiten, op. 414
- Hal éji éneke. Nocturne Christian Morgenstern oldalvizén, voor gemengd koor en 4 slagwerkers, op. 339 - tekst: Lajos Parti Nagy

### Vocale muziek
- 1981 Aarhus Concerto, voor sopraan, mezzosopraan en orkest, op. 23 - tekst: Morten Boerup (won de 1e prijs bij de "European Composer´s Competition")
- 1983 Köszöntő zene Durkó Zsoltnak (Muziek voor de begroeting van Zsoltnak Durkó), voor bas solo en orkest, op. 42
- 1983 Újévi békedal (Vredeslied voor het nieuwe jaar), voor tenor solo, gemengd koor, klarinet en slagwerk, op. 49 - tekst: János Káldi, László Kalász, Mihály Filadelfi
- 1984 Alkat-Vázlatok, voor sopraan solo, klarinet, 2 violen, contrabas en slagwerk, op. 59 - tekst: Ákos Fodor
- 1984 Miniatűrök 1. tétel (Miniaturen - 1e deel), voor sopraan, alt, tenor en bas - tekst: Amy Károlyi
- 1984 Miniatűrök 2. tétel (Miniaturen - 2e deel "De 13e dag"), voor alt solo en piano - tekst: Amy Károlyi
- 1984 Szonettek Orfeuszhoz (Sonnetten voor Orpheus), voor tenor en bas, op. 52 - tekst: Rainer Maria Rilke
- 1987 Három dal (Drie liederen), voor mezzosopraan, hobo, klarinet, basklarinet, fagot, hoorn, slagwerk, harp en celesta, op. 130 - tekst: András Fodor
  1. Mighty Night
  2. Three Movements
  3. Szőlőlevél
- 1994 Carmina moralia, voor mezzosopraan, gemengd koor en harmonieorkest, op. 238
- 1994 Minden időben (Altijd), voor sopraan solo, viool en piano, op. 243 - tekst: Miklós Radoszáv
- 1995 Songs for Kriszta, voor tenor, klarinet en piano, op. 269 - tekst: Gábor Rudnai
- 1995 Köszöntő zene, voor sopraan solo, dwarsfluit, fagot, viool, contrabas en piano, op. 253 - tekst: Éva Finta
- 1996 Rákérdező (De vragende), voor sopraan en tuba, op. 277 - tekst: Éva Finta
- 1997 Az Utolsó pillanat (Voor de laatste moment), voor mezzosopraan en piano, op. 316 - tekst: Gyula Illyés
  1. Rondeau
  2. You´re far away
  3. Hajnali alvó
- 1998 Romantikus dalok (Romantische liederen), voor sopraan en piano, op. 323 - tekst: Mária Anga
- 1998 Egy Rippl-Rónai kiállítás képei, voor bariton solo, vrouwenkoor en orkest, op. 333 - tekst: Gyula Takáts
- 2001 Kétpercesek (4 sonetten), voor sopraan en 2 cello's, op. 380 - tekst: Dániel Varró
  1. Tavaszi szonett
  2. Nyúl tavaszi éneke
  3. Őszi szonett
  4. Téli szonett

### Kamermuziek
- 1982 Blazerskwintet nr. 1, op. 26
- 1983 Koperkwartet nr. 1, op. 31
- 1983 Koperkwartet nr. 2, op. 32
- 1983 Koperkwartet nr. 3, op. 34
- 1983 Sonatina, voor dwarsfluit en piano, op. 48
- 1984 Meditazione, corale e scherzo, voor 2 dwarsfluiten, klarinet en fagot, op. 57
- 1984 Notturno, voor gitaar en strijkkwartet, op. 65
- 1984 Sestetto Lirico, voor dwarsfluit, hobo, gitaar, viool, altviool en cello, op. 66
- 1984 Septetto, voor dwarsfluit, hobo, klarinet, fagot, trompet, hoorn en trombone, op. 68
- 1985 Septetto, voor zeven hoorns, op. 78
- 1985 Quintetto, voor klarinet, hoorn, piano, viool en cello, op. 89
- 1986 Quintetto Contrabassissimo, voor vijf contrabassen, op. 105
- 1987 Tema con variazioni, voor hoorn, fagot en cimbalom, op. 122/b
- 1987 Quattro Pezzi, voor blazerskwintet, op. 123
- 1988 Quintetto Sassofonissimo, voor saxofoonkwintet, op. 132
- 1990 Strijkkwartet nr. 2, op. 159
- 1990 2 Pieces for Wind Trio and Piano, voor dwarsfluit, hobo, fagot en piano, op. 163
- 1990 Strijkkwartet nr. 3, op. 165
- 1992 Magyar Táncszvit (Hongaarse dansen-suite), voor koperensemble, op. 195
- 1992 Sonatina, voor contrabas en piano, op. 200
- 1992 Téma és fantázia Mahler nyomán (Thema en fantasie à la Mahler), voor trombone en piano, op. 204/a
- 1992 Somogyi fanfár, voor 2 trompetten, 2 hoorns en 2 trombones, op. 207
- 1993 Hommage à Pascal, voor 3 dwarsfluiten, 2 klarinetten, 3 hoorns, 3 trombones, tuba en slagwerk, op. 218
- 1993 Fantasy after Franz Liszt, voor trombone en orgel, op. 225
- 1994 Forrás (Lente) Concertino, voor dwarsfluit, klarinet, harp, piano vierhandig, 2 violen, altviool, 2 cello's, op. 226
- 1994 Quintetto Festivo, voor koperkwintet, op. 229
- 1994 Újpalota Concertino, voor 2 piano's, synthesizer en 6 slagwerkwers, op. 234
- 1994 RI-E-S-A Fanfare, voor 2 trompetten, 2 hoorns, 2 trombones en tuba, op. 248
- 1995 Négy tubarózsa-szál..., voor eufonium, drie tuba's, op. 256
- 1995 Concertino di pentecoste, voor 2 fagotten en slagwerk, op. 263
- 1995 Eine Kleine "Nagy" Music, voor hobo en taragot, op. 266
- 1995 Tema con variazioni, voor dwarsfluit, hobo, fagot en harp, op. 268
- 1995 (Majdnem) Egypercesek, voor 2 klarinetten en viool, op. 275
- 1996 Sakura, voor kopersextet, op. 284
- 1996 Les Adieux a Ton de Leeuw, voor taragot, op. 288
- 1996 Tema con variazioni, voor twee dwarsfluiten en vier hoorns, op. 290
- 1996 Movimento Cornissimo, voor vier hoorns en orgel, op. 293
- 1996 The Shortest March in the World, voor koperkwintet, op. 296
- 1997 Movie Music, voor klarinet en strijkkwartet, op. 300
- 1997 Romantic Variations, voor dwarsfluit, gitaar, altviool en cello, op. 302
- 1997 Quintetto, voor sopraansaxofoon en strijkkwartet, op. 306
- 1997 Sonatina, voor tuba en piano, op. 307
- 1997 Venice Variations, voor 3 klarinetten en basklarinet, op. 310
- 1999 Strijkkwartet nr. 4 (Vonósnégyes No. 4), (3 schilderijen van Edvard Munch), Op. 352
- 2000 Rapszódia (Rapsodie), voor cimbalom, 2 trompetten, hoorn, trombone, tuba en slagwerk, op. 361
- 2001 Terzetto trombonissimo, voor drie trombones, op. 383
- 2001 Strijkkwartet nr. 5 (Vonósnégyes No. 5), op. 392
- 2002 Quintetto Clarinettissimo, voor vier klarinetten en basklarinet, op. 399
- 2002 Quintetto penta-tono, voor blazerskwintet, op. 399/A
- 2002 Strijkkwartet nr. 6 (Drie stukken voor strijkkwartet), op. 401
- 2002 Quartetto, voor dwarsfluit, fagot, cello en piano, op. 404
- 2002 Strijkkwartet nr. 7 (Vonósnégyes No. 7), op. 406

### Werken voor piano
- 1983 Kis kezekre (Kleine handen), op. 35
- 1984 Hommage à Prokofieff, op. 43
- 1999 Változatok zongorákra, 8 kézre, voor twee piano's, op. 346
- 2002 Zongoraszonáta nr. 2, voor piano, op. 402

### Werken voor cimbalom
- 1989 Toccata con Intermezzo, op. 155
- 2000 Tranquillo Tanto Intimo, op. 368

### Werken voor slagwerk
- 1984 Pezzo concertato, voor 6 slagwerkers, piano en cello, op. 60
- 1994 Percussion Sextett, op. 247
- 1996 Percussion Etudes, voor vier slagwerkers, op. 291